# Mats Löfström
Mats Löfström, född 27 oktober 1983 i Eckerö på Åland, är en åländsk och finlandssvensk politiker som år 2015 och åter 2019 och 2023 blev invald i Finlands riksdag för landskapet Ålands valkrets.
Löfström var mellan februari 2002 och augusti 2002 partisekreterare för Åländsk Center. I oktober 2005 efterträdde han Carl Haglund som förbundssekreterare för Svensk Ungdom, Svenska folkpartiets Ungdomsorganisation r.f., där han verkade till oktober 2009. 
2012 utsågs han till specialmedarbetare åt Europaparlamentariker Carl Haglund i Bryssel. Efter att Haglund utnämnts till försvarsminister fortsatte Löfström som specialmedarbetare åt Europaparlamentariker Nils Torvalds.

## Uppväxt och åländsk politik
Löfström är född och uppvuxen i Eckerö på Åland. Han har gått i Eckerö skola, Kyrkby högstadieskola och i gymnasiet Ålands Lyceum. I gymnasiet där Löfström under två år fungerade som ordförande för elevkåren i Ålands Lyceum, startade hans politiska karriär på riktigt då han på dåvarande Lantrådet och Åländska Centerns ordförande Roger Nordlunds initiativ utsågs till t.f. partisekreterare för Åländsk Center. Löfström hade då framförallt meriter från styrelseuppdrag i Ålands Ungdomsförbund, Ålands Ungdomsråd, Åländsk Ungcenter och Nordiska Centerungdomens Förbund. Direkt efter gymnasiet utsågs han till generalsekreterare för Finlands Svenska Skolungdomsförbund (FSS) med huvudkontor i Helsingfors där han verkade augusti 2002 till maj 2003.

## Politisk aktivitet i Finland
Efter tjänsten som generalsekreterare för FSS inledde Löfström sina studier i statskunskap vid Svenska social- och kommunalhögskolan vid Helsingfors universitet. Löfström höll sig i början av sin studietid partipolitiskt obunden. Han var styrelsemedlem, vice ordförande samt fungerade ett år som valberedningens ordförande i Pohjola-Nordens Ungdomsförbund. Han var också aktiv i Finlands ungdomssamarbete Allians internationella utskott, organisationer som inte är partipolitiska. I augusti 2004 tillträdde Löfström för en tvåårsperiod som generalsekreterare för Nordiska Centerungdomens Förbund och verkade i organisationen samtidigt som bland andra Annie Lööf, Carl Haglund, Fredrick Federley, Trygve Slagsvold Vedum och Geir Pollestad. I oktober 2005 tillträdde Löfström uppdraget som förbundssekreterare för Svensk Ungdom, Svenska folkpartiets ungdomsorganisation r.f. Löfström slutade som förbundssekreterare i oktober 2009 och utsågs i samband med det som ny internationell sekreterare för Svenska Folkpartiet r.p.
2008 kandiderade Löfström i kommunalvalet för Svenska Folkpartiet i Helsingfors. Med sina 299 röster placerade sig Löfström på 15 plats bland SFP:s 92 kandidater. Löfström valdes därefter till Helsingfors stads utbildningsnämnds svenska sektion.

## Europaparlamentet
Januari 2012 utsågs Mats Löfström som specialmedarbetare åt Europaparlamentariker Carl Haglund. Då Carl Haglund tillträdde som försvarsminister sommaren 2013 fortsatte Löfström som Nils Torvalds specialmedarbetare. Löfström har ansvarat för åländska frågor i Europaparlamentet samt ansvarat för Haglunds och Torvalds arbete i fiskeriutskottet och utskottet för ekonomi- och valutafrågor. Löfström har också haft särskild bevakning av sjöfarts- och miljöfrågor.

## Riksdagsvalet 2015
Den 5 december 2014 utsågs Löfström av Åländsk Centers höststämma till att bli partiets kandidat på valförbundet Åländsk Samlings lista. Löfström har under sin politiska karriär gjort sig känd för sitt arbete i synnerhet i sjöfarts-, miljö-, utbildnings- och ekonomisk politik. Löfström valdes med 5.210 röster mot den sittande ledamoten Elisabeth Nauclérs 4.588 röster.

## Riksdagsvalet 2019
I riksdagsvalet 2019 ställde Löfström upp på den politiskt obundna listan För Åland, som understöddes Åländsk Center, Moderat samling för Åland, Liberalerna och Ålands framtid. Löfström vann valet med 11 041 röster, dvs. 84,5% av alla röster på Åland. Under denna mandatperiod i riksdagen är Löfström medlem i förvaltnings- och grundlagsutskottet, Ålands representant i stora utskottet samt 1:a vice ordförande för Svenska riksdagsgruppen. Dessutom är Löfström medlem i delegationen för Utrikespolitiska institutet, styrelsemedlem för Finlands grupp i Interparlamentariska unionen och medlem i förvaltningsrådet för Alko Ab. 

## Privatliv
Löfström har studerat statskunskap och förvaltning vid Social- och kommunalhögskolan vid Helsingfors Universitet samt marknadsföring vid Svenska Handelshögskolan i Helsingfors. Han gifte sig den 9 augusti 2014 i Mariehamn med Noora Löfström (född Lampinen), generalsekreterare för Erasmus Student Network (ESN aisbl).

## Utmärkelser
- Riddartecknet av I klass av Finlands Lejons orden,  6 december 2023[3]

[Redigera Wikidata]